# Departure (Album)
Departure ist das Debütalbum des britischen R&B- und Pop-Sängers Taio Cruz (Name auf dem Album dargestellt mit TΛIO CRUZ). Es wurde erstmals am 17. März 2008 veröffentlicht. Produziert wurde das Album ausschließlich von Cruz selber. Tim Kellett schrieb an Never Gonna Get Us mit und gemastert wurde das Album von Streaky.

## Hintergrund
Cruz erklärte Digital Spy, er habe versucht, ein Album zu produzieren, in dem jeder Song auch als Single hätte veröffentlicht werden können. Gegenüber Blues & Soul erzählte er, dass er die Tracks im Album unterschiedlich gestalten, aber auch nichts zu gewagtes habe probieren wollen. Laut eigener Aussage hat das Album wenig Ähnlichkeiten mit Alben anderer Musiker in diesem Genre.

## Rezeption

### Charterfolg und Auszeichnungen

#### Album
Das Album konnte Platz 17 der britischen Charts erreichen. Man verblieb insgesamt 27 Wochen dort. Am 5. September 2008 wurde das Album für 100.000 verkaufte Einheiten von der BPI mit Gold ausgezeichnet.

| Jahr | Titel     | Höchstplatzierung, Gesamtwochen, AuszeichnungChartplatzierungen (Jahr, Titel, Platzierungen, Wochen, Auszeichnungen, Anmerkungen) | Höchstplatzierung, Gesamtwochen, AuszeichnungChartplatzierungen (Jahr, Titel, Platzierungen, Wochen, Auszeichnungen, Anmerkungen) | Höchstplatzierung, Gesamtwochen, AuszeichnungChartplatzierungen (Jahr, Titel, Platzierungen, Wochen, Auszeichnungen, Anmerkungen) | Höchstplatzierung, Gesamtwochen, AuszeichnungChartplatzierungen (Jahr, Titel, Platzierungen, Wochen, Auszeichnungen, Anmerkungen) | Höchstplatzierung, Gesamtwochen, AuszeichnungChartplatzierungen (Jahr, Titel, Platzierungen, Wochen, Auszeichnungen, Anmerkungen) | Anmerkungen                                             |
| Jahr | Titel     | DE | AT | CH | UK | US | Anmerkungen                                             |
| ---- | --------- | --- | --- | --- | --- | --- | ------------------------------------------------------- |
| 2008 | Departure | — | — | — | UK17 (27 Wo.)UK | — | Erstveröffentlichung: 17. März 2008 Verkäufe: + 100.000 |

#### Singles
Insgesamt wurden sechs Singles aus dem Album veröffentlicht. Die erste, I Just Wanna Know, erschien am 6. November 2006. Sie konnte Platz 29 der britischen Charts erreichen. Als zweite Single kam Moving On am 10. September 2007 heraus. Sie belegte Platz 26 im Vereinigten Königreich. Die dritte Veröffentlichung (3. März 2008) war Come On Girl, diese konnte als einzige mit Platz fünf die Top 10 in Großbritannien erreichen. I Can Be, erschienen am 26. Mai 2008, konnte einen 18. Platz in den britischen Singlecharts verbuchen und She’s Like a Star konnte nach der Veröffentlichung am 11. August 2008 bis auf Platz 20 aufsteigen. Als letzte Single wurde I Just Wanna Know ’08 am 10. November 2008 veröffentlicht, eine andere Version seines Lieds I Just Wanna Know aus dem Jahr 2006. Die Charts wurden verfehlt.

| Jahr | Titel Album                 | Höchstplatzierung, Gesamtwochen, AuszeichnungChartplatzierungen (Jahr, Titel, Album, Platzierungen, Wochen, Auszeichnungen, Anmerkungen) | Höchstplatzierung, Gesamtwochen, AuszeichnungChartplatzierungen (Jahr, Titel, Album, Platzierungen, Wochen, Auszeichnungen, Anmerkungen) | Höchstplatzierung, Gesamtwochen, AuszeichnungChartplatzierungen (Jahr, Titel, Album, Platzierungen, Wochen, Auszeichnungen, Anmerkungen) | Höchstplatzierung, Gesamtwochen, AuszeichnungChartplatzierungen (Jahr, Titel, Album, Platzierungen, Wochen, Auszeichnungen, Anmerkungen) | Höchstplatzierung, Gesamtwochen, AuszeichnungChartplatzierungen (Jahr, Titel, Album, Platzierungen, Wochen, Auszeichnungen, Anmerkungen) | Anmerkungen                                                   |
| Jahr | Titel Album                 | DE | AT | CH | UK | US | Anmerkungen                                                   |
| ---- | --------------------------- | --- | --- | --- | --- | --- | ------------------------------------------------------------- |
| 2006 | I Just Wanna Know Departure | — | — | — | UK29 (8 Wo.)UK | — | Erstveröffentlichung: 30. Oktober 2006                        |
| 2007 | Moving On Departure         | — | — | — | UK26 (5 Wo.)UK | — | Erstveröffentlichung: 3. September 2007                       |
| 2008 | Come On Girl Departure      | — | — | — | UK5 (21 Wo.)UK | — | Erstveröffentlichung: 11. Februar 2008 feat. Luciana Caporoso |
| 2008 | I Can Be Departure          | — | — | — | UK18 (14 Wo.)UK | — | Erstveröffentlichung: 21. Mai 2008                            |
| 2008 | She’s Like a Star Departure | — | — | — | UK20 (15 Wo.)UK | — | Erstveröffentlichung: 4. August 2008                          |

### Kritik
Das Album bekam unterschiedliche Bewertungen. Jon O’Brien von Allmusic meinte, dass sich Departure nach einem Künstler, der seinen Spielraum testet, anhören würde, aber, wenn man sich die klischeehaften R&B-Tracks genauer anschauen würde, man Cruz’ spätere Begabung, Hits zu produzieren, heraushören könne. Er vergab drei von fünf möglichen Sternen. Alex Macpherson von The Guardian vergab ebenfalls drei Sterne und meinte, dass Cruz teilweise schwächeln würde, es alles in allem aber ein einfallsreiches Debüt wäre. Paul Clarke von BBC gab ein positives Review ab, schrieb aber, dass es sich mehr nach amerikanischem R&B statt nach britischem anhöre.

## Trackliste
1. I’ll Never Love Again – 03:48
2. I Just Wanna Know – 04:02
3. I Can Be – 03:45
4. I Don’t Wanna Fall in Love – 03:22
5. So Cold – 03:28
6. Fly Away – 04:03
7. Driving Me Crazy – 03:16
8. Moving On (Album Version) – 03:51
9. Come On Girl (Explicit Radio Edit) (feat. Luciana) – 03:33
10. Never Gonna Get Us – 03:52
11. She’s Like A Star – 03:38
12. Can’t Say Go – 03:22[1]